# Fortuna Kottenheim
Fortuna Kottenheim ist ein Sportverein aus Kottenheim im Landkreis Mayen-Koblenz, in dem neben Fußball auch Tennis, Tischtennis und Turnen betrieben wird. Die erste Fußballmannschaft spielte ein Jahr in der erstklassigen Gauliga Mittelrhein und gewann 1955 den Rheinlandpokal.

## Geschichte
Der Verein  wurde am 1. Juli 1913 als FC Fortuna Kottenheim im Gasthaus zur Traube gegründet und musste im Jahre 1938 zwangsweise mit dem im Jahre 1897 gegründeten TV Kottenheim zum TuS Fortuna Kottenheim fusionieren. Den Fußballern gelang im Jahre 1930 der Aufstieg in die Bezirksliga Mittelrhein, die seinerzeit höchste Spielklasse. Nachdem die Mannschaft in der Aufstiegssaison nur aufgrund einer Ligaaufstockung die Klasse hielt, wurde die Fortuna im Jahre 1933 überraschend Mittelrheinmeister. In der Westdeutschen Meisterschaft scheiterten die Kottenheimer bereits im Viertelfinale an Borussia Fulda, die mit 5:1 gewinnen konnten. Größere Vereine wurden dadurch auf die Spieler des Dorfvereins aufmerksam, sodass Hein Herschbach zu Bayer Leverkusen wechselte und die Gebrüder Ernst und Alfons Moog zum VfL Köln.
1933/34 wurde die Fortuna in die neu geschaffene Gauliga Mittelrhein aufgenommen, der damals höchsten Spielklasse im DFB, aus der die Mannschaft als Vorletzter wieder abstieg. Ein Jahr später erreichten die Kottenheimer als Bezirksklassemeister die Aufstiegsrunde, wo die Fortuna gegen TuRa Bonn und den SV Obersten ohne Punktgewinn blieb. Nach dem Zweiten Weltkrieg gewann die Mannschaft im Jahre 1955 den Rheinlandpokal. Dabei konnten sich die Kottenheimer erst im zweiten Wiederholungsspiel gegen den TuS Montabaur durchsetzen.
Zwischen 1956 und 1958 spielte die Mannschaft noch für zwei Jahre in der seinerzeit drittklassigen Amateurliga Rheinland, ehe die Fortuna in unteren Spielklassen verschwand. Von 2006 bis 2012 bildete der Verein gemeinsam mit dem TuS Thür die Spielgemeinschaft SG Kottenheim/Thür, die in der Kreisliga Ahr-Sinzig spielte. Die Spielgemeinschaft wurde zur Saison 2012/13 wegen Auflösung des TuS Thür beendet. Nach einem Jahr in der Bezirksliga (2018/19) spielt der Verein heute wieder in der Kreisliga A.
Fortuna Kottenheim brachte mit Alfons Moog einen deutschen Nationalspieler hervor, der zu sieben Einsätzen in der Nationalmannschaft unter Sepp Herberger kam. Die Tischtennis-Abteilung wurde 1948 gegründet, Tennis wird seit 1974 gespielt. Die Turnerin Nicole Endres nahm in den 1970er Jahren an sechs deutschen Meisterschaften teil.